# Герб Тюлячинского района
Герб Тюлячинского муниципального района Республики Татарстан Российской Федерации — опознавательно-правовой знак, служащий официальным символом муниципального образования.
Герб утверждён Решением № 69 Совета Тюлячинского муниципального района 23 декабря 2006 года.
Герб внесён в Государственный геральдический регистр Российской Федерации под регистрационном номером 2875 и в Государственный геральдический реестр Республики Татарстан под № 90.

## Описание герба
«В червлёном поле с зелёной главой поверх всего серебряные, с обращённой вниз золотой стрелкой, весы, правая чашка которых полна золотыми монетами, а левая — таковым же зерном; коромысло весов лежит поверх края главы».

## Символика герба
Герб Тюлячинского муниципального района языком символов и аллегорий отражает его историко-культурные особенности.
Районный центр Тюлячи имеет древнюю историю. Его основание относят к эпохе поздней Золотой Орды и раннего Казанского ханства. Село было известно крупной ярмаркой, что отражено в гербе изображением весов, чаши которых наполнены монетами и зерном.
Весы с полными чашами символизируют как былое величие земли Тюлячинского района, так и его современный потенциал развития. Кроме того, золотые монеты аллегорически указывают на богатое историко-культурное наследие района, на территории которого расположены уникальные археологические памятники.
Зелёная глава указывает на то, что Тюлячинский район в основе своей является сельскохозяйственным районом.
Символику герба дополняет его цветовая гамма:
Золото — символ урожая, богатства, интеллекта и уважения.
Серебро — символ ясности, открытости, примирения, невинности.
Красный цвет — символ мужества, силы, трудолюбия, красоты и праздника.
Зелёный цвет — символ природы, здоровья, молодости, жизненного роста.

## История герба
Разработка герба произведена Геральдическим советом при Президенте Республики Татарстан совместно с Союзом геральдистов России в составе:
Рамиль Хайрутдинов (Казань), Радик Салихов (Казань), Ильнур Миннуллин (Казань), Константин Мочёнов (Химки), Кирилл Переходенко (Конаково), Оксана Афанасьева (Москва).